# 屈里厄斯島
屈里厄斯島是東非國家塞舌爾的島嶼，位於普拉蘭島以北約1公里，長3.6公里、寬1.6公里，面積3平方公里，最高點海拔高度172米，島上無人居住。
4°16′S 55°44′E / 4.267°S 55.733°E